# BTicino
La BTicino S.p.A. è un'azienda metalmeccanica italiana fondata nel 1936 a Varese e acquisita dal gruppo industriale francese Legrand nel 1989.
Opera nel settore delle apparecchiature elettriche in bassa tensione destinate agli spazi abitativi, di lavoro e di produzione, distinte in soluzioni per la distribuzione dell'energia, per la comunicazione (citofonia, videocitofonia, dati) e per il controllo di luce, audio, clima e sicurezza.
L'azienda ha sponsorizzato i mondiali di ciclismo del 2008 svoltisi a Varese.

## Storia
Viene fondata a Milano nell'ottobre del 1936 con il nome di A.L. Bassani dai fratelli Arnaldo, Luigi Bassani. Dapprima è impegnata nella produzione di accessori di abbigliamento, poi minuterie meccaniche di diversa applicazione. Nel 1943 si sposta a Besnate per sfuggire ai bombardamenti.
Con l'ingresso di Ermanno Bassani nel 1948, l'azienda si sposta a Bizzozero di Varese e prende prima il nome di Ticino Interruttori Elettrici e subito dopo diviene Bassani S.p.A., specializzandosi nella fabbricazione di componenti elettriche destinate all'abitazione in modo da rispondere alla crescente domanda indotta dalla ricostruzione postbellica, brevettando negli anni '60 un componente elettrico conosciuto in Italia come salvavita.
Nel 1974 cambia nome in Bassani Ticino ed opera accompagnando le trasformazioni delle tecnologie elettriche e le esigenze degli spazi abitativi, sviluppa un insieme di dispositivi per il controllo della distribuzione dell'energia in bassa tensione, progettando una serie di prodotti, dal "centralino" all'interruttore, che coniugano le caratteristiche tecniche e funzionali, legate anche alle modalità di installazione, con una speciale attenzione al disegno complessivo.
Nel 1989 entra a far parte del gruppo francese Legrand, modificando il suo nome in BTicino S.p.A.

## Attività
L'azienda fa parte del gruppo internazionale Legrand e opera sia sul mercato italiano sia su quello mondiale con oltre 60 sedi all'estero.
I prodotti principali nel campo del materiale elettrico sono interruttori tradizionali e domotici, placche, salvavita, citofoni e videocitofoni.
La sede principale è a Varese, dove lavorano 1175 dipendenti (maggio 2014), suddivisi tra progettazione, produzione, qualità, test, marketing, uffici amministrativi e commerciali. Altre sedi importanti sono quella di Erba dove vengono sviluppati e prodotti tutti i prodotti domotici e di videocitofonia, Ospedaletto Lodigiano dove è situato il magazzino centrale e la produzione di UPS, Azzano San Paolo, Teramo e Torre del Greco dove vengono sviluppati e realizzati i dispositivi industriali e salvavita, Reggio Emilia centro di competenza per gli UPS, Alessandria, Muscoline e Tradate.
BTicino è presente su molti mercati esteri: Europa (Belgio, Spagna, Svizzera), Sud America (Brasile, Cile, Costa Rica, Messico, Venezuela), Asia (Cina, Thailandia) Africa (Egitto).

## Prodotti famosi
La prima serie di interruttori a incasso Domino (1955) e la serie Sicura danno visibilità all'azienda che si fa conoscere nel mercato italiano negli anni '50.
I prodotti degli anni '60 si caratterizzano per la facilità di montaggio e la modularità; si diffonde la scatola rettangolare (derivata dallo standard americano), diventata lo standard odierno. La Magic (1961) è il primo caso di serie con interruttori e prese modulari.
Il tema della sicurezza diventa sempre più importante, mano a mano che aumenta la diffusione capillare degli impianti elettrici che rendono sempre più probabile un contatto accidentale con un conduttore in tensione. Viene quindi costruito e brevettato un interruttore magnetotermico differenziale chiamato Salvavita (1965) ad alto potere di interruzione con l'aggiunta di un trasformatore differenziale. L'azienda si fa conoscere negli anni, inoltre, per le placche che circondano i normali interruttori di casa.
Nel 1974 con la serie Surfline su base Dogic vengono introdotti dei rivoluzionari moduli di controllo a sfioramento: era sufficiente sfiorare la placchetta metallica con un dito per accendere e spegnere le luci di casa.
Con la Serie Living (1988) e le successive Light e Living International (1996) vengono introdotti dispositivi di comando multifunzione di singole componenti.
Nel 1998 viene lanciato il primo sistema domotico MyHome, basato sul tecnologia a bus SCS.
Nel campo dell'automazione, la serie Axolute (2005) propone per prima l'integrazione della videocitofonia con l'impianto domestico, mentre Axolute Nighter & Whice (2008) segna un ulteriore passo verso la semplificazione estetica delle apparecchiature elettriche per uso residenziale.
Nel 2006 viene reso disponibile il protocollo OpenWebNet che permette l'interazione con l'impianto domotico tramite l'ausilio di appositi gateway.
Con il lancio della serie Livinglight (2011), le serie Living International e Light vengono unificate in una nuova linea di prodotti.